# Milt Larkin
Milt Larkin  (Navasota, Texas, 1910. október 10.  – Houston, 1996. augusztus 31.)  amerikai dzsessztrombitás, énekes, zenekarvezető.

## Pályafutása
1936 és 1943 között saját zenekarát vezette, turnézott az Egyesült Államok délnyugati részén, Kansas Cityben, játszottak a New York-i Apollo Theatre-ben, a chicagói Rhumboogie Caféban.
Autodidakta zenészként Larkin olyanokkal lépett fel Texasban, mint Chester Boone és Giles Mitchell. Zenekarában későbbi nagyságok szerepeltek: Illinois Jacquet, Arnett Cobb, Eddie Vinson és Wild Bill Davis. 1942-ben az országszerte turnézó zenekar Chicagóban lépett fel a T-Bone Walkerrel.
1943-tól 1946-ig Larkin az Egyesült Államok hadseregében szolgált. Ott a Sy Oliver által vezetett katonazenekarhoz tartozott, ahol megtanult szelepes harsonán is játszani.
Katonai szolgálata után felvette a „Chicken Blues”-t. Más zenekarokat is vezetett, amelyekkel turnézott. Trombitajátékát Arnett Cobb 1947-es Flower Garden Blues/Big League Blues című albuma is dokumentálja.
1956-tól New Yorkban élt, ahol a Harlem's Apollo Theatre zenekarát vezette. Gyakran lépett fel saját szeptettel a Celebrity Clubban.
1977-től Houstonban dolgozott zenekarvezetőként.
Larkin nem volt hajlandó bemenni stúdiókba, mert a lemezkiadók diszkriminatívan alacsony fizetést fizettek az afroamerikai zenészeknek.

## Albumok
- Down Home Saturday Night (1976)
- Arnett Cobb (Arnett Blows for 1300; 1994)